# Departamentul Ouémé
Departamentul Ouémé este o unitate administrativă de gradul I a Beninului. Reședința sa este orașul Porto Novo.